# Грубер, Патрик
Патрик Грубер (нем. Patrick Gruber; 31 января 1978, Больцано, Италия) — итальянский саночник, выступающий за сборную Италии с 1997 года. Принимал участие в трёх зимних Олимпийских играх, лучший результат показал на соревнованиях 2010 года в Ванкувере, где по итогам всех парных заездов занял четвёртое место. Почти на протяжении всей карьеры выступает в паре с Кристианом Оберштольцем.
Патрик Грубер является обладателем трёх медалей чемпионатов мира, в его послужном списке — одна серебряная награда (2007) и две бронзовые (2004, 2005) — все три получены в составе смешанной команды. В 2011 году на соревнованиях в Чезане, кроме всего прочего, завоевал серебро в парных состязаниях. Шесть раз спортсмен становился призёром чемпионатов Европы, в том числе один раз был первым (парные заезды: 2008), три раза вторым (парные заезды: 2004; смешанные команды: 2004, 2006) и один раз третьим (парные заезды: 2006). Грубер побеждал в общем зачёте Кубка мира, в этом плане наиболее удачным для него оказался сезон 2004—2005.
В 2014 году Грубер побывал на Олимпийских играх в Сочи, где финишировал шестым в мужской парной программе и стал пятым в смешанной эстафете.
По совместительству служит солдатом в армии Италии, ныне проживает в городе Кьенес, не женат, в свободное время занимается плаванием и скалолазанием, любит кататься на мотоцикле.